# Theridion todinum
Theridion todinum là một loài nhện trong họ Theridiidae.
Loài này thuộc chi Theridion. Theridion todinum được Eugène Simon miêu tả năm 1880.